# Alliance des centres-conseils en emploi

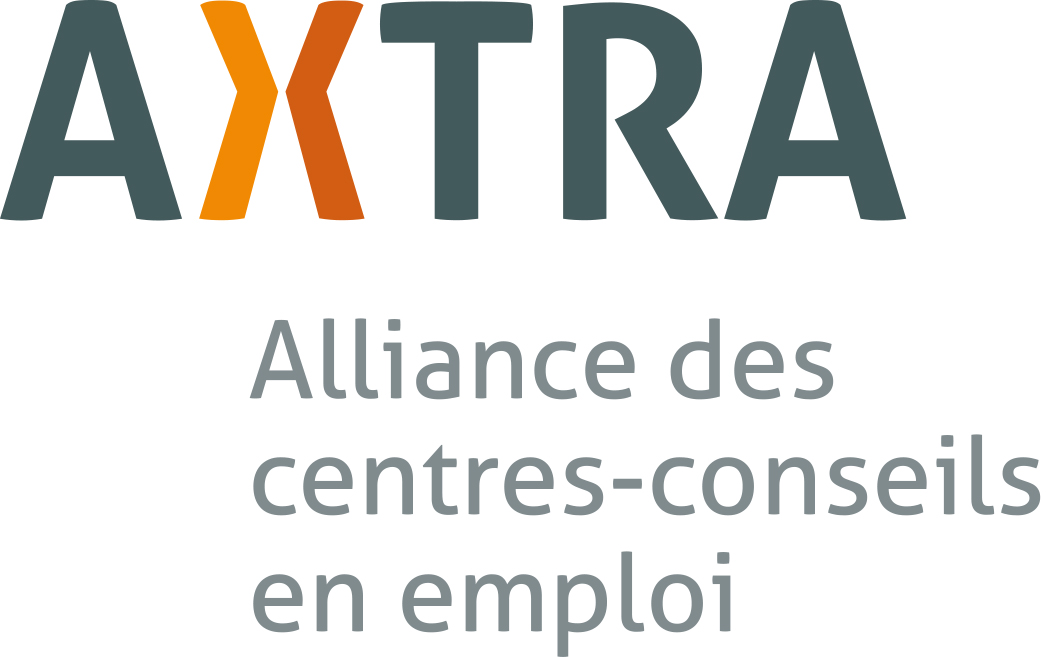
Logo de l'Alliance des centres-conseils en emploi

L'Alliance des centres-conseils en emploi (AXTRA) est un organisme sans but lucratif qui regroupe 90 organisations communautaires québécoises se consacrant à l’intégration au travail d’individus éprouvant des difficultés sur le plan de l’emploi. AXTRA a été fondée à Sherbrooke, au Québec, le 13 février 1987, initialement sous le nom de Regroupement des organismes pour le développement de l’employabilité (RQuODE). AXTRA est le plus important regroupement d’organismes  en employabilité du Québec. Ses membres emploient 1 400 professionnels et desservent plus de 80 000 chercheurs d'emploi par année . Les organismes membres d'AXTRA desservent des clientèles diversifiées, les personnes judiciarisées, les personnes appartenant à diverses nations autochtones, les jeunes ou encore les travailleurs inexpérimentés. 

## Mission
AXTRA dit vouloir renforcer la capacité organisationnelle et mobilisatrice de ses organisations membres en investissant dans la recherche universitaire en lien avec l’axe-travail, en diffusant des connaissances de pointe sur le domaine, en développant des relations et des partenariats avec le monde des affaires et le marché du travail et en agissant comme interlocuteur de premier plan auprès de diverses instances gouvernementales provinciales et fédérale dédiées au travail et à l’emploi,,,,,. AXTRA organise un gala annuel récompensant les organismes œuvrant en employabilité se démarquant au niveau de l'innovation et du leadership.

## Historique
À l’automne 1985, cinq organismes ont mis sur pied un comité pour fonder une association afin d’unir et de regrouper des organismes provenant des quatre coins du Québec. Les efforts de ce comité mèneront à la création du RQuODE le 13 février 1987, à Sherbrooke. Le 1er janvier 2016, le RQuODE a accueilli 20 nouveaux membres à la suite d’une fusion avec l’Association des Centres de recherche d’emploi du Québec (ACREQ). L’intégration des activités de l’ACREQ à celles du RQuODE permet à l’organisation de devenir le plus grand réseau d’organismes en employabilité au Québec . Nicole Galarneau, lauréate du prix Stu Conger en 2016, a été directrice-générale du RQuODE du 1er septembre 1991 au 30 juin 2016. La directrice-générale en poste depuis le 1er juillet 2016  est Valérie Roy. Lors de l’assemblée générale des membres du RQuODE, le 9 juin 2017, les membres ont décidé de se désigner désormais comme des centres-conseils en emploi, et d’étendre le terme à toute organisation qui donne des services en employabilité. C’est également lors de cette assemblée que les membres sont convenus d’adopter la dénomination AXTRA pour désigner le regroupement et de changer la dénomination sociale Regroupement québécois des organismes pour le développement de l’employabilité qui prévalait depuis 30 ans, pour AXTRA | Alliance des centres-conseils en emploi.